# Matsushita Electric
Matsushita Electric este un producător japonez de aparate electronice cu sediul în Osaka, recunoscut pentru brandul Panasonic.
Istoria companiei începe la Osaka, în 1918, când, Konosuke Matsushita a inventat o mufă dublă pentru lampă la care se puteau conecta atât un bec cât și un ștecher. El a fabricat în propria casă produsul inventat și l-a distribuit cu ajutorul a doar 3 angajați. În 1931 a produs primul aparat radio, iar în 1935 primul televizor. Tot în 1935, compania a început distribuirea produselor sale în afara Japoniei. În 1942, Matsushita a devenit cel mai important fabricant de aparate radio din Japonia.

## Legături externe
- www.panasonic.net Arhivat în 12 martie 2015, la Wayback Machine. - Sit web oficial